# ایستگاه مرکزی ممفیس
ایستگاه مرکزی ممفیس (انگلیسی: Memphis Central Station) یک ایستگاه راه‌آهن در شهر ممفیس، ایالات متحده آمریکا است.
این ایستگاه در سال ۱۹۱۴ میلادی تأسیس شده و در سال ۲۰۱۳ میلادی ۷۶٬۱۷۱ مسافر جابه‌جا کرده‌است.